# هورنی لوکاویتسه
هورنی لوکاویتسه (به چکی: Horní Lukavice) یک منطقهٔ مسکونی در جمهوری چک است که در Plzeň-South District واقع شده‌است. هورنی لوکاویتسه ۷٫۳ کیلومتر مربع مساحت و ۳۶۰ نفر جمعیت دارد و ۳۷۳ متر بالاتر از سطح دریا واقع شده‌است.